# Vitkronad parotia
Vitkronad parotia (Parotia carolae) är en fågel i familjen paradisfåglar inom ordningen tättingar.

## Utbredning och systematik
Vitkronad parotia delas in i fem underarter:
- P. c. carolae – förekommer på västra Nya Guinea (Weylandbergen, i öster till Wissel)
- P. c. meeki – förekommer på Nya Guinea (Sudirmanbergen till Victor Emanuel)
- P. c. chalcothorax – förekommer på västra Nya Guinea (Doormanbergen)
- P. c. clelandiae – förekommer från gränsen till Papua Nya Guinea till Eastern Highlands södra vattendelare
- P. c. chrysenia – förekommer i östra Papua Nya Guinea (Centrala Highlands norra utlöpare)

Vissa inkluderar clelandiae i chrysenia.

## Status och hot
Arten har ett stort utbredningsområde, men tros minska i antal, dock inte tillräckligt kraftigt för att den ska betraktas som hotad. Internationella naturvårdsunionen IUCN listar arten som livskraftig (LC).

## Namn
Fågelns vetenskapliga artnamn hedrar Carola av Wasa (1833–1907), drottning av Sachsen 1873–1902.